# Dagmar Průchová
Dagmar Průchová rozená Dagmara Prosserová (11. března 1937 Praha – 3. října 2015 Praha) byla česká filmová režisérka, scenáristka a dokumentaristka zabývající se totalitním obdobím nebo portréty osobností.

## Životopis
Narodila se 11. března 1937 v Praze. Její matka byla zatčena komunistickým režimem, což vedlo k tomu, že prošla jako dvanáctiletá vyšetřovací vazbou. Matka měla návrh na trest smrti, ale byla odsouzena na 24 let vězení a nakonec strávila téměř 10 let ve vazbě. S matkou ve vězení a otcem v emigraci v Anglii se v roce 1955 nedostala z politických důvodů na pražskou DAMU. Po ročním kurzu pro instruktory lidové kinematografie mimořádně studovala dramaturgii na FAMU.
V letech 1959–1962 působila v Československé televizi. Od roku 1960 jako stálá externistka v pozici scenáristky a režisérky v produkci TV pořadů o filmu a medailonů herců např. Pozor, natáčíme, kamera!. Následně, opět z politických důvodů, pracovala jako pomocnice v kuchyni a prodavačka v bufetech. Příležitostně psala scénáře filmů pro zahraničí o barokních umělcích. V letech 1964–1990 se znovu vrátila do ČST jako asistentka režie, pomocná režisérka a scenáristka.
V roce 1990 získala Tvůrčí prémii Českého literárního fondu (ČLF) za trezorový film Poselství, který natočila v roce 1973. Další tvůrčí prémii ČLF obdržela také za filmy Nesmíš plakat (1990), S nadějí, důvěrou a láskou (1990) a Na očích páska, v ruce váhy (1992).
Film Nesmíš plakat z roku 1990 veřejnosti ukázal do té doby neznámé téma matek a dětí v komunistických vězeních. Do filmu si vybrala bývalé politické vězeňkyně, které byly uvězněny přesto, že se ničím neprovinily. Film nebylo snadné prosadit do vysílání, protože ho tehdejší ředitel televize nechtěl pustit před blížícími se volbami. Kameraman však snímek do televize odnesl. Pustili si jej zaměstnanci, kteří oznámili, že půjdou do stávky, pokud snímek nepůjde před volbami do vysílání. Film Nesmíš plakat se tak objevil na obrazovkách ještě před volbami a vzbudil vášnivé reakce – režisérce psali mladí komunisté, že vystupují ze strany, protože nevěděli čeho se strana dopouštěla, zároveň však nacházela v poštovní schránce různé výhrůžky.
Od roku 1990 natočila Dagmar Průchová sedmnáct dokumentárních filmů. Jejím posledním filmem byl film Na cestě z roku 2011, v němž přiblížila práci akademického malíře a restaurátora Václava Špaleho.
Zemřela po těžké nemoci ve věku 78 let 3. října 2015 v Praze.

## Ocenění
- 1996 – Čestné uznání Českého filmového a televizního svazu Fites za film Milan Kňažko
- 1996 – Čestné uznání na cenách Trilobit
- 1997 – Cena Vox Humana za film Irma aneb malá historie velkých dějin

## Filmografie
| Rok  | Název filmu                           | Typ                  | Role      | Poznámky        |
| ---- | ------------------------------------- | -------------------- | --------- | --------------- |
| 1974 | Sedmého dne večer                     | film                 | herečka   | role brigádnice |
| 1990 | S nadějí, důvěrou a láskou            | dokumentární TV film | režisérka |                 |
| 1990 | Nesmíš plakat                         | dokumentární TV film | režisérka |                 |
| 1991 | Jan Kristofori                        | dokumentární TV film | režisérka |                 |
| 1992 | Na očích páska, v ruce váhy           | dokumentární TV film | režisérka |                 |
| 1993 | Útržky obrázků                        | dokumentární TV film | režisérka | krátkometrážní  |
| 1993 | Poutník v krajině paměti              | dokumentární TV film | režisérka |                 |
| 1994 | Vzkříšení světa zmizelých             | dokumentární TV film | režisérka |                 |
| 1994 | Identita Very Gissing                 | dokumentární TV film | režisérka |                 |
| 1994 | Vzkříšení světa zmizelých             | dokumentární TV film | režisérka |                 |
| 1994 | Dialog s Anglií                       | dokumentární TV film | režisérka |                 |
| 1996 | Milan Kňažko                          | dokumentární TV film | režisérka |                 |
| 1997 | Žít se má v radosti                   | dokumentární TV film | režisérka | krátkometrážní  |
| 1997 | Irma aneb malá historie velkých dějin | dokumentární TV film | režisérka |                 |
| 1997 | Hrdelní pře                           | dokumentární TV film | režisérka |                 |
| 2006 | Minulost v čase přítomném             | dokumentární TV film | režisérka |                 |
| 2007 | Příběhy domů                          | dokumentární seriál  | režisérka |                 |
| 2009 | Let prostorem a časem                 | dokumentární TV film | režisérka |                 |
| 2010 | Karla Poláčka předsíň věčnosti        | dokumentární TV film | režisérka | krátkometrážní  |
| 2011 | Na cestě                              | dokumentární TV film | režisérka | krátkometrážní  |